# Philip G. Kreyenbroek
Philip Gerrit Kreyenbroek (* 12. November 1948) ist ein niederländischer Iranist. Er ist emeritierter Professor für Iranistik der Georg-August-Universität Göttingen.

## Leben
Er erwarb von 1966 bis 1970 den B.A. Arabisch, Persisch, Türkisch an Universiteit van Amsterdam und von 1970 bis 1972 den M.A. Persisch, Altiranistik, Religionsgeschichte an der Universität Utrecht. Nach weiteren Studien des Zoroastrismus, der alt- und mitteliranischen Sprachen und des Gujarati an der Londoner School of Oriental and African Studies (SOAS) wurde er 1973 Dozent für Iranistik an der Universität Utrecht. Er wurde 1982 an der Universität Leiden mit einer Arbeit über Sraoša, die zoroastrische Gottheit (Yazata) des Gehorsams, promoviert. Ab 1988 lehrte Kreyenbroek als Lecturer für neuiranische Sprachen an der SOAS in London, wo er 1994 zum Reader aufstieg.
Er wurde 1996 als Professor für Iranistik an die Georg-August-Universität Göttingen berufen, wo er bis zu seiner Emeritierung 2017 lehrte. Kreyenbroek ist seit 1998 beratender Mitherausgeber der Encyclopædia Iranica, seit 2000 Vorstandsmitglied des europäischen Rats der Association for the Study of Persianate Societies und seit 2006 Herausgeber der Iranica-Schriftenreihe der Göttinger Orientforschungen. Zu seinen Forschungsschwerpunkten zählen Zoroastrismus, Jesidentum, kurdische Minderheitenreligionen, mündliche Überlieferungen, altiranische Literaturen sowie Erinnerung in iranischen Kulturen.

## Schriften (Auswahl)
- Yezidism – its background, observances and textual tradition. Lewiston 1995, ISBN 0-7734-9004-3.
- Living Zoroastrianism. Urban Parsis speak about their religion. London 2001, ISBN 0-7007-1328-X.
- mit Khalil Jindy Rashow: God and Sheikh Adi are perfect. Sacred poems and religious narratives from the Yezidi tradition. Wiesbaden 2005, ISBN 3-447-05300-3.
- Yezidism in Europe. Different generations speak about their religion. Wiesbaden 2009, ISBN 978-3-447-06060-8.

## Festschrift
- Christine Allison, Anke Joisten-Pruschke, Antje Wendtland, Kianoosh Rezania (Hrsg. und Mitwirkende): From Daena to Din, Religion, Kultur und Sprache in der iranischen Welt. (Festschrift für Philip Kreyenbroek zum 60. Geburtstag), Harrassowitz Verlag, Wiesbaden 2009, ISBN 978-3447059176.